# 센트럴 도그마

분자생물학의 중심원리. 유전 정보가 전달되는 과정을 설명하고 있다. 실선은 일반적 전이과정, 점선은 특수한 전이과정을 나타낸다.

분자생물학의 중심원리(영어: central dogma of molecular biology) 또는 센트럴 도그마(영어: central dogma)는 1958년 프랜시스 크릭이 제안한 개념으로, 1970년 네이처지에 개정되어 발표되었다. 이 중심원리는 '단백질로 만들어진 정보는 다른 단백질이나 핵산으로 전달될 수 없다'는 의미도 담고 있으며 생명체의 유전 정보가 어떻게 전달되는지를 나타낸다.

## 세 가지 전이과정
DNA, RNA, 단백질의 세 유전 물질 사이에서 가능한 전이과정은 전체 9가지가 있고, 중심원리에서는 이것을 일반적인 전이과정(general transfer), 특수한 전이과정(special transfer), 알려지지 않은 전이과정(unknown transfer)의 세 가지로 나눈다.
일반적 전이과정은 대부분의 세포에서 일어나는 것으로 알려진 과정으로, 이 과정에는 기존 DNA에서 새로운 DNA를 생성하는 복제, DNA에서 RNA를 생성하는 전사, 그리고 RNA에서 단백질을 생성하는 번역의 세 가지가 있다.
특수한 전이과정은 과정 자체는 발견되었지만 일반적인 현상은 아닌 것으로, RNA에서 DNA, RNA에서 RNA, DNA에서 단백질을 생성하는 과정이다. 그리고 알려지지 않은 전이과정에는 단백질에서 DNA, RNA, 단백질을 생성하는 과정이 있고, 이 전이과정은 일어나지 않을 것으로 추정된다.

### 분자생물학의 중심원리에 위배되는 사례
- RNA 의존적 RNA 중합효소를 통한 RNA의 자체적 복제
- 역전사를 통한 유전정보 전달되는 예 - 레트로바이러스
- 유전정보 없이 형질 전달되는 예 - 프라이온
- 후성유전학 - 일란성 쌍둥이

## 리보솜
리보솜은 세포질 속에 있는, 단백질을 합성하는 단백질과 RNA로 이루어진 세포소기관을 가리킨다. 리보솜을 이용하여 mRNA가 단백질로 번역된다.

## 같이 보기
- 세포핵
- 1유전자 1단백질설